# ماري ويليامسون هاريمان
ماري ويليامسون هاريمان (بالإنجليزية: Mary Williamson Averell)‏ هي فاعلة خير أمريكية، ولدت في 22 يوليو 1851 في نيويورك في الولايات المتحدة، وتوفيت في 7 نوفمبر 1932 في واشنطن العاصمة في الولايات المتحدة.